# Keroplatus sesioides
Keroplatus sesioides är en tvåvingeart som först beskrevs av Johan August Wahlberg 1839.  Keroplatus sesioides ingår i släktet Keroplatus och familjen platthornsmyggor. Inga underarter finns listade i Catalogue of Life.